# Priseltsi
Priseltsi (bulgariska: Приселци) är ett distrikt i Bulgarien.   Det ligger i kommunen Obsjtina Avren och regionen Oblast Varna, i den östra delen av landet, 400 km öster om huvudstaden Sofia.
Trakten runt Priseltsi består till största delen av jordbruksmark. Runt Priseltsi är det ganska glesbefolkat, med 22 invånare per kvadratkilometer.